# Kresz Sándor
Kresz Sándor (Pécs, 1926. június 27. – ?, 1996. január 1.) labdarúgó, fedezet, edző.

## Pályafutása
A DVAC csapatában kezdte a labdarúgást. 1955 és 1961 között a Pécsi Dózsa játékosa volt. Az élvonalban 1955. február 27-én mutatkozott be a Szombathely ellen, ahol csapata 3–0-s győzelmet aratott. Összesen 85 első osztályú bajnoki mérkőzésen szerepelt és négy gólt szerzett. Pályafutását a Pécsi Bányászban fejezte be. Edzőként dolgozott a Pécsi Dózsa utánpótlás csapatainál és a Pécsi Bányásznál, ahol NB III-as bajnoki címet nyert a csapattal.